# Molho de caranguejo
O molho de caranguejo, às vezes chamado de molho de caranguejo de Maryland, é um molho espesso e cremoso, normalmente preparado com queijo cremoso e carne de caranguejo. Outros ingredientes primários, como maionese, podem ser usados. Vários tipos de preparações de caranguejo, espécies e superfamílias são usados, assim como uma variedade de ingredientes adicionados. Normalmente, é servido quente, embora também existam versões frias. As versões quentes são geralmente assadas ou grelhadas. Às vezes é servido como aperitivo. Os acompanhamentos podem incluir biscoitos e pães diversos. Alguns restaurantes dos EUA oferecem molho de caranguejo, existem variedades produzidas comercialmente e alguns estádios o oferecem como parte de suas concessões.

## Ingredientes
Carne de caranguejo [en] fresca, congelada ou enlatada pode ser usada na preparação do molho de caranguejo. Diferentes tipos de carne de caranguejo podem ser usados, como jumbo lump, caroço (lump) dorso, perna, garra, entre outros. Também são usados vários tipos de espécies e superfamílias de caranguejo, como o siri-azul, o Metacarcinus magister e o caranguejo-real, entre outros.

Algumas versões podem usar maionese, outros tipos de queijo, como queijo pepper jack, brie ou cheddar, em vez de ou além do queijo cremoso, como ingredientes principais. Alguns podem incorporar outros frutos-do-mar além do caranguejo, como imitação de caranguejo, lagosta, camarão e surimi. Os ingredientes adicionais podem incluir cogumelos, alcachofra, cebola, cebolinha, chalota, pimentão-verde, migalhas de pão (como panko), creme de leite e outros. As migalhas de pão podem ser usadas para cobrir o prato, que pode ser dourado durante o processo de cozimento, criando uma crosta. Às vezes, o queijo parmesão é combinado com as migalhas de pão. Algumas versões usam o tempero Old Bay como ingrediente para dar sabor, e algumas são preparadas de forma picante com a adição de ingredientes como molho picante e pimenta vermelha.

Molhos de caranguejo
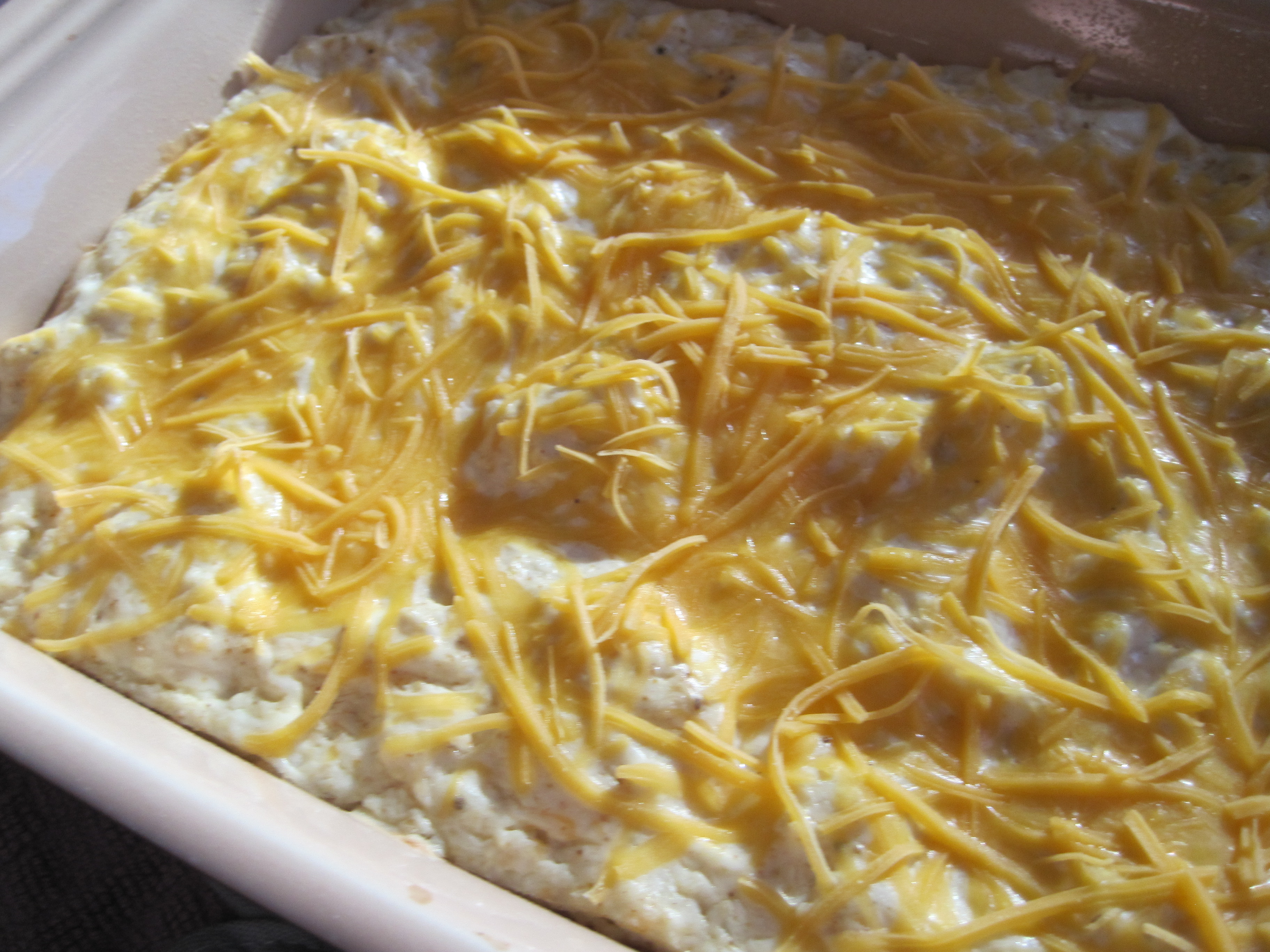
Molho quente de caranguejo com queijo cheddar
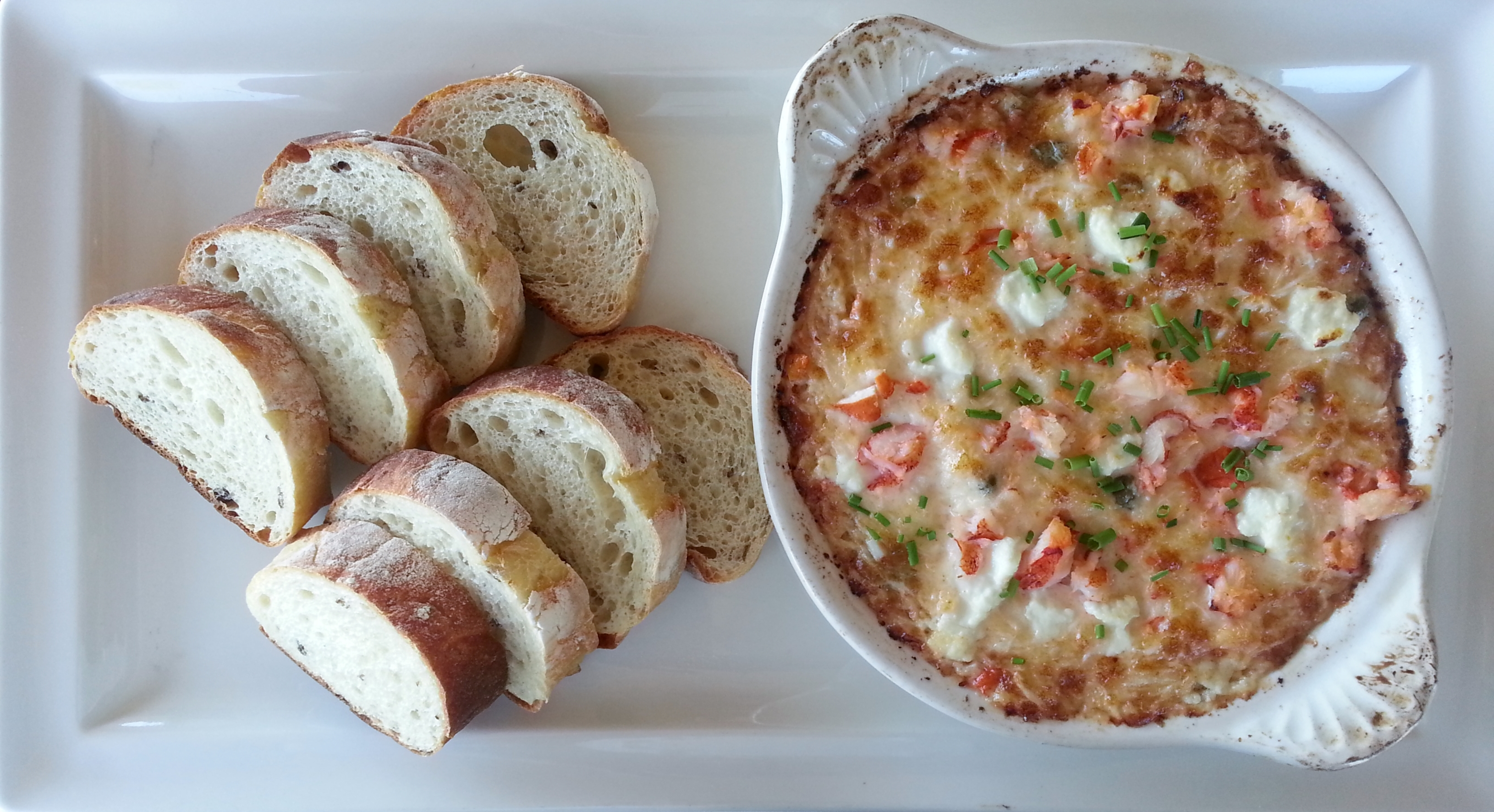
Molho quente de caranguejo e lagosta servido com pão
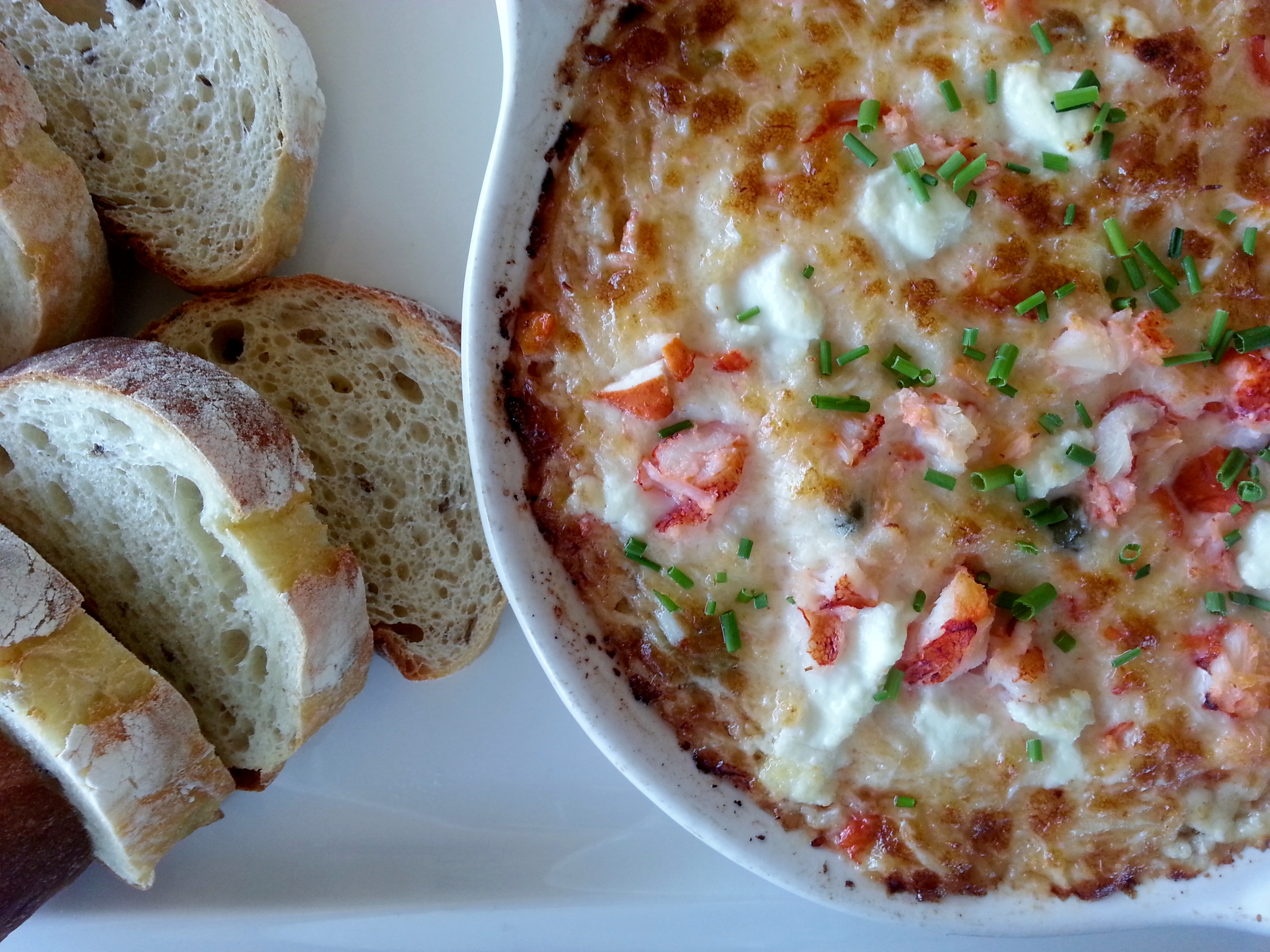
Vista de perto do mesmo molho de caranguejo e lagosta
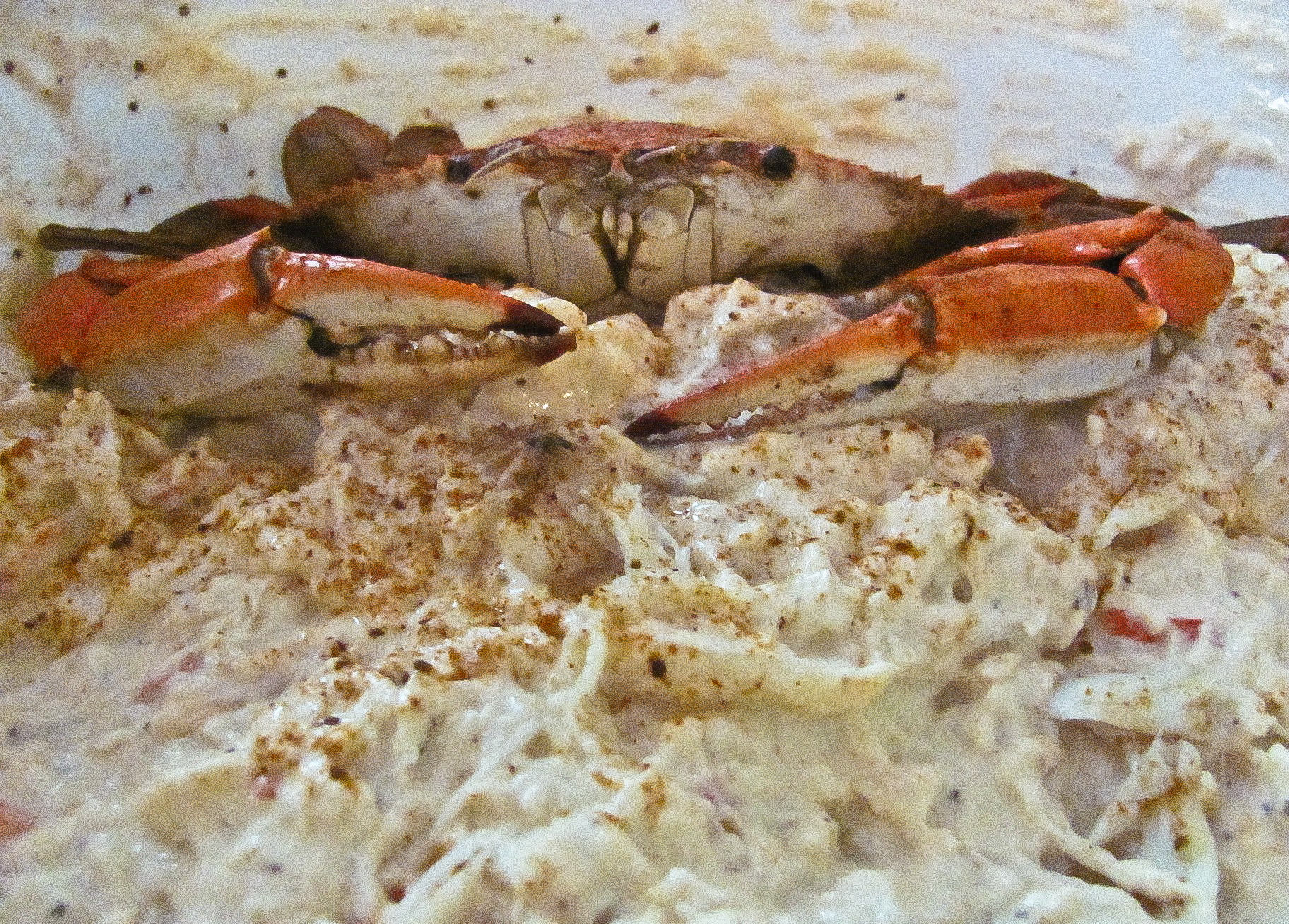
Detalhe de um molho de caranguejo, com um caranguejo em cima

## Preparação e consumo
Alguns restaurantes dos EUA oferecem molho de caranguejo em seus cardápios. Os molhos de caranguejo também são produzidos comercialmente. O molho pode ser preparado, refrigerado e cozido posteriormente. Pode ser servido em pão que tenha sido escavado, como um pão de massa fermentada. O molho de caranguejo pode ser servido com bolachas, pão folha, pão pita, pão, crostino, pretzels e legumes fatiados, entre outros acompanhamentos.

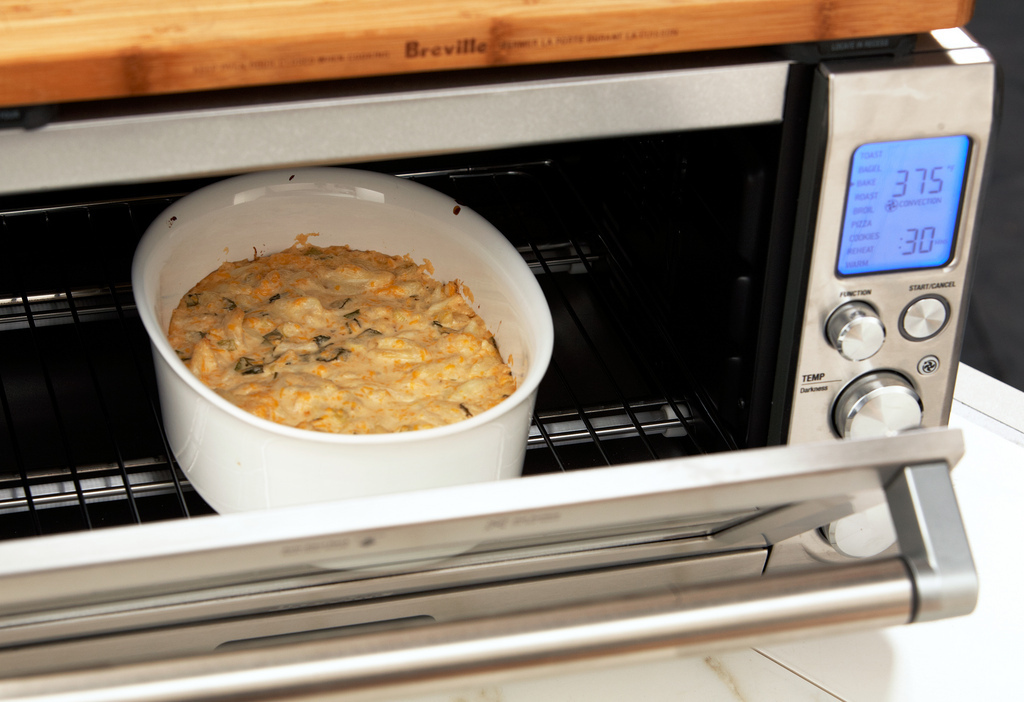
Molho de caranguejo sendo assado em um forno
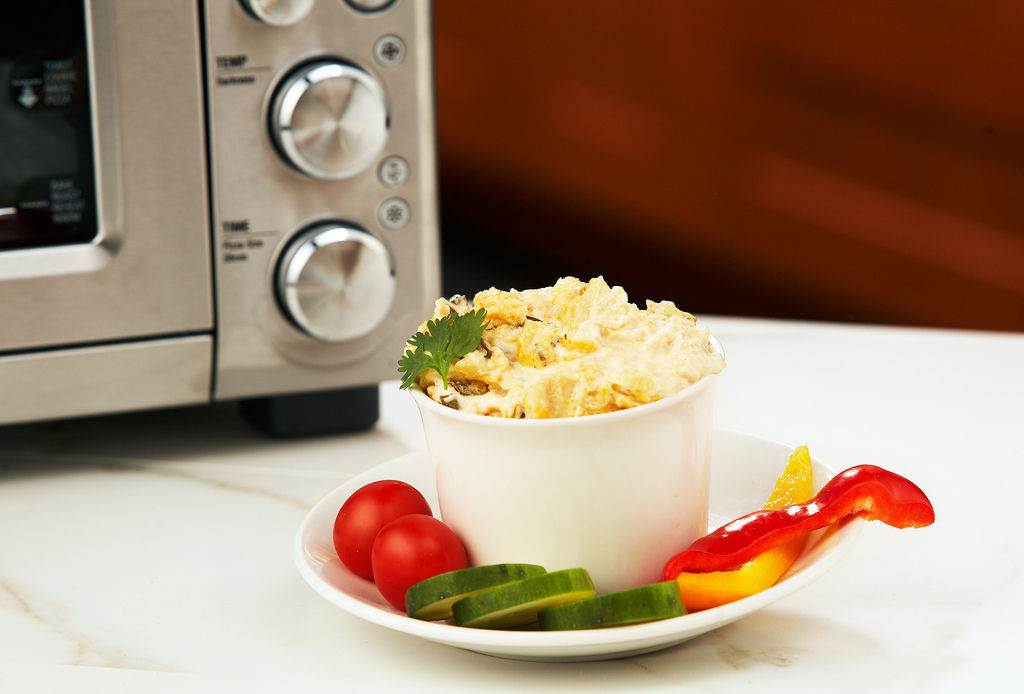
Molho de caranguejo servido com legumes

## Concessões em estádios
O parque de beisebol Nationals Park no bairro Navy Yard de Washington, D.C., o estádio do Washington Nationals, oferece um sanduíche preparado com um half-smoke [en], molho de caranguejo de Maryland e presunto da Virgínia chamado “The DMV” como parte de suas concessões. Em agosto de 2014, foi relatado que o Byrd Stadium, no campus da Universidade de Maryland em College Park, Maryland, planejava oferecer um pretzel macio grande de 700 g assado com molho de caranguejo e queijo derretido que serve quatro pessoas como parte de suas concessões. O Byrd Stadium também oferece outros alimentos preparados com caranguejo, como nachos e “fritas de caranguejo”.